# Calchaenesthes oblongomaculata
Calchaenesthes oblongomaculata ist ein Käfer aus der Familie der Bockkäfer und der Unterfamilie Cerambycinae. Die Gattung Calchaenesthes ist in Europa mit nur zwei Arten vertreten. Weltweit werden fünf Arten unterschieden.

## Bemerkungen zum Namen
Der Käfer wurde erstmals 1844 von Guérin beschrieben. Guérin nennt die Beschreibung vorläufig und gibt dem Käfer den Namen Callidium oblongo-maculatum. Der Artname oblongomaculatum ist von lat. „oblóngus, a, um“ für „länglich“ und „maculātus, a, um“ für „gefleckt“ abgeleitet und bezieht sich auf die länglichen schwarzen Flecken auf den Flügeldecken. Frivaldszky beschrieb den Käfer 1845 unter dem Namen Callidium nogeli.
Die Gattung Calchaenesthes wurde erst 1863 von Kraatz aufgestellt. Der Gattungsname Calchaenesthes ist von altgriechisch καλχαίνω kalchāīno, deutsch ‚purpurfarben aussehend‘ und altgriechisch εσθής Kleidung abgeleitet und bezieht sich auf die weitgehend purpurne Färbung.

## Eigenschaften des Käfers

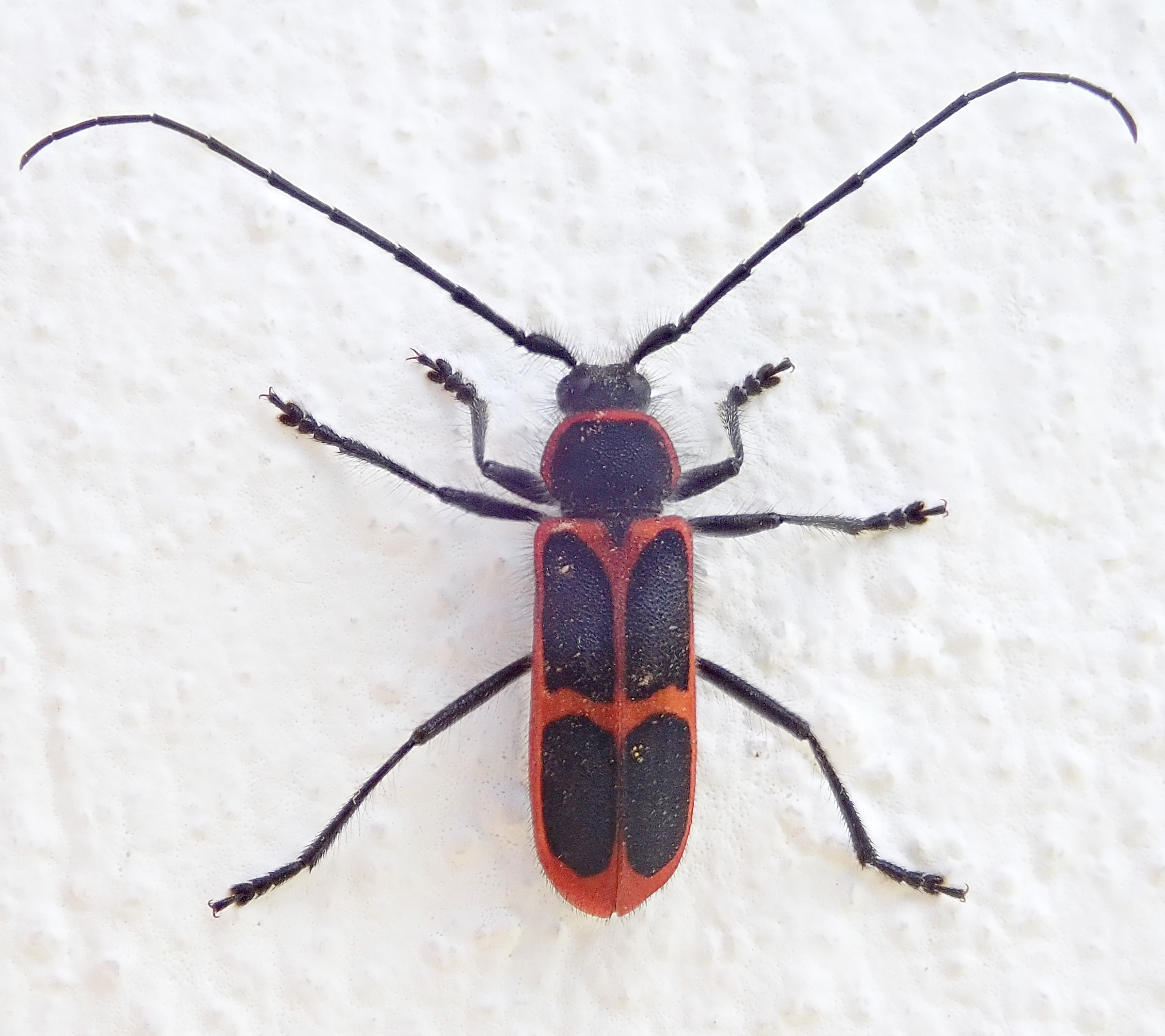
Aufsicht, Männchen

Der Käfer wird acht bis fünfzehn Millimeter lang und ist zweieinhalb mal so lang wie breit. Er ist fein behaart, die Behaarung ist lang, schwarz und abstehend. Der Käfer ist schwarz, der Halsschild vorn und seitlich purpurrot gesäumt, die Flügeldecken sind purpurrot mit schwarzen Flecken.
Die elfgliedrigen Fühler verschlanken sich zur Spitze hin gleichmäßig. Besonders die Basisglieder der Fühler sind deutlich behaart. Die  Fühler sind beim Männchen länger als der Körper, beim Weibchen viel kürzer.
Der Halsschild ist etwas breiter als lang, im zweiten Drittel am breitesten. Die Seiten sind stark nach außen gekrümmt, aber der Halsschild hat keine Seitenhöcker.
Die Flügeldeckenseiten verlaufen fast parallel, sie verbreitern sich nach hinten etwas und enden gemeinsam abgerundet. Von den Schulterhöckern zieht eine stumpf erhabene Leiste parallel zum Seitenrand bis zum letzten Fünftel  (im  Taxobild gut sichtbar), die von oben betrachtet die Flügeldecken seitlich begrenzt. Die Oberflächenstruktur der Flügeldecken erinnert an Leder. Jede Flügeldecke trägt zwei hintereinanderliegende große längliche Flecken. Der vordere Fleck läuft etwas schräg vom Schulterwinkel auf die Flügeldeckennaht zu, der hintere erstreckt sich bis zum letzten Fünftel der Flügeldecken und berührt fast die Naht. Nicht von oben sichtbar befindet sich an den Seiten der Flügeldecken nahe dem Halsschild noch ein weiterer kleiner schwarzer Fleck (im  Taxobild gut sichtbar).
Die Beine sind relativ kurz, die Tarsen nicht  länglich. Das erste Tarsenglied ist kaum so lang wie die beiden folgenden zusammen.
Gegen ähnliche Gattungen grenzt sich Calchaenesthes dadurch ab, dass die Schenkel nicht zur Spitze hin keulenartig verdickt sind und die Kiefertaster nicht beilförmig sind.

## Biologie
Der Käfer entwickelt sich in absterbenden Bäumen verschiedener Eichenarten. Die Entwicklung dauert zwei bis drei Jahre. Die Käfer erscheinen von April bis Juni. Die Käfer werden nur in Höhen bis 1000 Meter gefunden. Ab 20 °C sind sie sehr flink. Sie sitzen auf Blättern oder fliegen um die Wipfel der Wirtspflanzen, besuchen auch gern Weißdorn. Die Eier werden in noch lebende Äste abgelegt und entwickeln sich auch in noch lebendem Holz. Die Verpuppung findet im Herbst statt, der Käfer verlässt erst im folgenden Frühjahr die Puppenwiege.

## Verbreitung
Als Verbreitungsgebiet innerhalb Europas wird einheitlich Bulgarien, Griechenland und Rumänien angegeben. Für außerhalb Europas liegende Gebiete gibt der Katalog von Löbl und Smetana Zypern, Jordanien und die Türkei an, anderswo wird zusätzlich Syrien und Irak genannt.